# Jean Llante
Jean Llante   (Sant Llorenç de Cerdans, 9 de desembre de 1914 - Tolosa, 28 d'octubre de 1985) va ser un polític vallespirenc.

## Biografia
De noms de fonts Jean, Joseph, Vincent, fou fill de Sébastien Llante que era membre d'una família d'espardenyers i que posteriorment fou ferroviari als "Chemins de fer du Midi", militant del Partit Comunista Francès i del seu sindicat, la "Confédération générale du travail unitaire". En Jean estudià a Narbona i s'adherí a les joventuts comunistes el 1929, i al partit comunista l'any següent. L'any 1933 ja era primer secretari de les joventuts comunistes de l'Aude -que havia contribuït a fundar- i dirigia el Socors Roig departamental. Després d'esclatar la Segona Guerra Mundial, el 27 de novembre del 1940 va ser detingut a Tolosa per la seva activitat política i un judici el condemnà a dos anys de presó. A l'abril del 1943, a Grenoble, va ser detingut novament, aquest cop pels serveis italians. Va ser internat al fort de Modane, però se n'evadí al poc, i entrà a la Resistència lionesa, dirigida pels comunistes Raymond Guyot i Léon Mauvais. Participà en l'alliberament de la ciutat lionesa i fou nomenat adjunt a l'alcalde.
El PCF, d'on era membre del comitè central, l'envià en missió a una Algèria convulsa en el marc d'unes revoltes populars que acabarien desembocant anys a venir en la guerra d'Independència Algeriana. Mentrestant, però, i gràcies a les amistats que conservava a l'Aude, fou candidat a les eleccions constituents de juny del 1946 i, novament, a les legislatives de novembre del mateix any. En aquestes darreres, només sortí elegit el primer de la llista de l'Aude, Joseph Cemy, que hagué de dimitir el març del 1947 per raons de salut. El reemplaçà Llante, el segon de la llista, i durant la seva estada a la cambra (fins a les eleccions del 1951) participa en les comissions de justícia i legislació, del sufragi universal, del reglament intern i de les peticions, de la comissió de begudes, i de la d'interior.
De l'any 1947 al 1953, igualment, fou membre del consell municipal de Carcassona, primer regidor adjunt a l'alcalde. Aquest darrer any s'establí a Tolosa i prengué la direcció de la federació comunista de l'Alta Garona. Al gener del 1956 encapçalà la llista del partit a les eleccions legislatives; la formació obtingué el 23% dels vots i dos escons: un per a Llante, i l'altre per a la tolosana Marcelle Rumeau. En aquesta segona estada parlamentària, Llante formà part de les comissions de mitjans de comunicació i turisme, i dels territoris d'ultramar, i s'interessà especialment pels temes colonials. A les eleccions legislatives de novembre del 1958, i a totes les següents fins a les del 1973, es presentà, però no fou reelegit. Continuà sent membre del comitè central del PCF fins al 1964, i segué en el consell municipal de Tolosa del 1959 al 1965 i del 1977 al 1983.
Fou distingit amb la Medalla de la Resistència, la Legió d'Honor (1981) i el 2006, l'ajuntament de Tolosa donà el seu nom a una plaça al sector de Bellefontaine.

## Obres
- Libertat. 50 ans pour un espoir [Memòries polítiques].  París: Éditions sociales, 1982 (coll. Nôtre temps. Mémoire). ISBN 220905480X.